# Исламска држава
Исламска држава (ИД; позната и као Исламска држава у Ираку и Леванту (ИДИЛ) или Исламска држава у Ираку и Сирији (ИДИС), арап. الدولة الاسلامية في العراق والشام []; у англосфери позната и по енглеским скраћеницама ИС (IS – Islamic State) и ИСИЛ (ISIL – Islamic State of Iraq and the Levant) или ИСИС (ISIS – Islamic State of Iraq and Syria), или по арапском акрониму Даеш ( [], енгл. Daesh)), непризната је терористичка држава која под својом контролом држи мале делове Иракa и Сирије. Формирана је 3. јануара 2014. године, да би 29. јуна исте године била проглашена калифатом.
Од марта 2015, контролише територију на којој живи десет милиона људи у Ираку и Сирији, и под номиналном контролом држи мале делове Либије и Нигерије. Исламска држава такође оперише у или има организације које су јој подређене у другим деловима света, укључујући јужну Азију и југоисточну европу.

## Историја
ИСИЛ је првобитно формиран као милитантна група, која своје корене вуче од сунитских фундаменталистичких група које су почетком 2004. настале у Ираку након америчке инвазије те водиле оружану борбу против америчких и других западних трупа, а потом формално изразиле верност ал Каиди.
ИСИЛ је током следећих неколико година био активан и у борби против ирачких шијитских паравојних формација, а после америчког повлачења и против ирачке владе. Његове активности у самом Ираку су до 2012. године биле значајно смањене, и није се сматрао значајним фактором.
Међутим, избијање грађанског рата у Сирији је ИСИЛ-у дало прилику да прошири своје активности на Запад, односно да склопи савез са другим исламистичким групама, али и посредно добије оружје, опрему и новац од САД и њихових савезника. То се, између осталог, 2012. године одразило и на освајање града Ал-Рака, који је постао први већи град под контролом сиријских побуњеника, али и ИСИЛ-ово седиште. ИСИЛ се ускоро сукобио са другим исламистичким фракцијама у Сирији, што је 2013. године довело до тога да Ал Каида нареди његово распуштање, што је ИСИЛ-ов лидер Ебу Бекр ел Багдади одбио да учини.
У јуну 2014. ИСИЛ је предузео велику офанзиву у Ираку која је довела до освајања Мосула, Тикрита те бројних стратешки важних градова у северном и централном делу Ирака.

## Религија
Већинско становништво Исламске државе чине сунитски муслимани. Вође Исламске државе су следбеници салафизма, екстремне верске секте настале из сунитског ислама. Припадници осталих вероисповести или секти (хришћани, језиди, шиити), као и они сунитски муслимани који се не слажу са салафистичким тумачењем ислама, изложени су прогону. Над курдским језидима су припадници Исламске Државе извршили геноцид, оптужујући их за обожавање ђавола.

## Злочини и кршења људских права
Припадници Исламске државе убили су неколико стотина ратних заробљеника и преко 1000 цивила. На подручју под својом влашћу увели су законе који укључују смртну казну, мучење и сакаћење. У Исламској држави се такође спроводи политика етничког чишћења мањинског становништва (Курда, Асираца, Јермена), као и прогона верских мањина (хришћана, језида, шиита). Цивили убијени од стране припадника Исламске државе укључују децу, старце и целе породице. Милитанти Исламске државе у своје редове регрутују и децу, а злочини усмерени против жена укључују силовање и отмицу. Од стране ових милитаната је киднаповано око 450-500 жена и девојчица, од којих је један број претворен у сексуално робље.
Забележено је да су припадници Исламске државе убијали и сунитске муфтије и имаме који су одбили да им положе заклетву верности. Тако је у јуну 2014. у Мосулу убијено 12 сунитских муфтија и имама.

## Циљеви
Најкасније од 2004, значајан циљ ове групе је био оснивање сунитске исламске државе. Прецизније, ИСИЛ је тежио да се успостави као халифат, Исламска држава предвођена групом верских лидера под врховним вођом—халифом— за кога се верује да је наследник пророка Мухамеда. У јуну 2014, ИСИЛ је објавио документ у коме се тврди да су пронађени докази да вођа ИСИЛ-а, ел Багдади вуче порекло од Мухамеда, и након проглашења новог халифата 29. јуна, група је поставила ел Багдадија за свог халифа. Као халиф, он је захтевао да му се сви муслимани из целог света закуну на верност, у складу са исламским правом (фикх).
ИСИЛ је објаснио своје циљеве у свом часопису Дабик, где је речено да ће наставити да осваја територије широм света: благословена застава…покрива све источне и западне крајеве Земље, испуњавајући свет истином и правдом Ислама и окончавши лажност и тиранију џахилијаха [стања незнања], чак и ако Американци и њихова коалиција то презиру. Према немачком новинару Јиргену Тоденхеферу, који је провео десет дана у Исламској држави у Мосулу, став који је све време слушао је да ИСИЛ жели да „освоји свет“ и да ће сви који не верују у њихову интерпретацију Курана бити убијени. Борци ИСИЛ-а (према Тоденхеферу) верују да „све религије које се слажу са демократијом морају да умру“.
Мапу која је кружила Интернетом, која наводно приказује историјске области бивших исламских држава у Европи, на Блиском истоку и у Африци, које ИСИЛ планира да освоји, су направили спољашњи симпатизери, и она нема званичне везе са ИСИЛ-ом.
Када је халифат проглашен, ИСИЛ је објавио: „Легалност свих емирата, група, држава и организација постаје ништавна ширењем ауторитета халифата и доласком његових трупа у њихове области“. Ово значи одбацивање политичке поделе Блиског истока коју су успоставиле западне силе током Првог светског рата у оквиру Сајкс-Пикотовог споразума.

## Идеологија и веровања
ИСИЛ је салафистичка група. Прати екстремистичку интерпретацију ислама, промовише верско насиље, и сматра муслимане који се не слажу са њеним интерпретацијама неверницима или апостатама. Према Хајдеру ал Кхоеију, филозофија ИСИЛа је представљена симболизмом у црне заставе која је варијанта легендарне борбене заставе пророка Мухамеда, коју је група усвојила: на застави се налази Мухамедов жиг унутар белог круга, изнад кога стоји натпис, „Нема бога осим Алаха“. За такав симболизам се каже да показује веровање ИСИЛа да ова група представља поновно успостављање раноисламског халифата, са свим политичким, религиозним и исхатолошким последицама које то имплицира.
Према неким посматрачима, ИСИЛ је изникао из идеологије Муслиманског братства, прве пост-отоманске исламистичке групе која је настала касних двадесетих година 20. века у Египту. ИСИЛ прати глобалне џихадистичке принципе и тврдокорну идеологију Ал Каиде и многих других модерних џихадистичких група. Међутим, други извори наводе да су корени ИСИЛа у вахабистичком покрету. Њујорк тајмс је написао:
Што се тиче својих водећих принципа, вође Исламске државе ... су отворене и јасне у вези са својом готово ексклузивном посвећеношћу вахабистичком покрету сунитског Ислама. Група шири слике из вахабистичких религиозних уџбеника из Саудијске Арабије у школама које контролише. Видео снимци са територије коју контролише група показују вахабистичке текстове налепљене на зидове званичног мисионарског комбија.
Према часопису Економист, дисиденти у престоници ИСИЛа, Раки наводе да су „свих 12 судија који сад управљају судским системом ... Саудијци“. Саудијске вахабистичке праксе које ИСИЛ такође прати су између осталих успостављање верске полиције како би се искоренио „порок“ и осигурало присуство молитвама, распрострањена примена смртне казне, и уништавање или пренамена свих несунитских религиозних објеката. Бернард Хајкел је описао ел Багдадијев верски систем као „врсту неукроћеног вахабизма“.
ИСИЛ тежи повратку у ране дане ислама, одбацујући све иновације у вери, за које група сматра да кваре њен првобитни дух. ИСИЛ осуђује касније халифате и Отоманско царство због скретања од онога шта ИСИЛ сматра чистим Исламом, и тежи да оживи првобитни вахабистички пројекат поновног успостављања халифата који би био вођен строгом салафистичком доктрином. Пратећи салафистичку вахабистичку традицију, ИСИЛ осуђује оне који поштују секуларне законе као невернике, што ставља и тренутну саудијску владу у ову категорију.
ИСИЛ попут других салафистичких покрета сматра да само легитимни ауторитет може да преузме вођство над џихадом, и да први приоритет у односу на све друге циљеве борбе, као што је рат са немуслиманским државама, треба да буде прочишћавање исламског друштва. На пример, ИСИЛ сматра да је палестинска сунитска група Хамас апостатска и да нема легитимни ауторитет да води џихад, и виде борбу против Хамаса као први корак ка сукобу ИСИЛа са Израелом.

### Есхатологија
Једна разлика између ИСИЛа и других исламистичких и џихадистичких покрета (укључујући Ал Каиду) је нагласак на есхатологији и апокалиптицизму, и веровању да је долазак имама Махдија (који ће владати пре краја света и ослободити свет од зла) близу. ИСИЛ верује да ће поразити „војску Рима“ у граду Дабику у северној Сирији у оквиру испуњења пророчанства. Пратећи своје тумачење Хадиса дванаест наследника, ИСИЛ такође верује да ће бити још само четири легитимна халифа након ел Багдадија.

Познати истраживач милитантног ислама Вил Маккантс је у својој књизи The ISIS Apocalypse: The History, Strategy, and Doomsday Vision of the Islamic State написао: 
Пропаганда Исламске државе је пуна позивања на крај света. То је велика „продајна тачка“ за стране борце, који желе да дођу у земље у којима ће се водити финалне битке апокалипсе. Грађански ратови који бесне у тим државама данас [Ирак и Сирија] дају кредибилитет тим пророчанствима. Исламска држава потпаљује апокалиптичну ватру. [...] За Бин Ладенову генерацију, апокалипса није била значајан основ за регрутовање. Владе на Блиском истоку пре две деценије су биле стабилније, а верска мржња више под контролом. Бољи начин за регрутовање је било позивање на борбу против корупције и тираније него против Антихриста. Међутим, данас регрутовање по основу апокалипсе има више смисла. 

## Градови
Почетком јула 2014. године, под контролом Исламске државе налазили су се следећи велики градови у Ираку и Сирији:
- Мосул (Ирак, становништво: 1.800.000)
- Рамади (Ирак, становништво: 483.000) – део града
- Фалуџа (Ирак, становништво: 326.000)
- Тикрит (Ирак, становништво: 260.000)
- Ел Каим (Ирак, становништво: 250.000)
- Ар Рака (Сирија, становништво: 220.000)
- Баиџи (Ирак, становништво: 200.000)
- Тал Афар (Ирак, становништво: 200.000)